# Zohar Szaron
Zohar Szaron – izraelski goalballista, uczestnik Letnich Igrzysk Paraolimpijskich 1988 i Letnich Igrzysk Paraolimpijskich 1992.
Na igrzyskach w 1988 roku, uplasował się na siódmym miejscu. Na igrzyskach paraolimpijskich w Barcelonie, również zajął siódme miejsce. Ponadto, w Barcelonie strzelił jednego gola i grał przez 77 minut (w sześciu spotkaniach).